# Contra votum
Contra votum es una fórmula que se encuentra en las inscripciones sepulcrales para expresar el dolor y sentimiento de los sobrevivientes por la pérdida de la persona querida.
Esta fórmula ya era usada por los romanos antes de la Era cristiana; más tarde la emplearon los cristianos en sus lápidas sepulcrales. El primer ejemplo hallado en los sepulcros cristianos es de principios del siglo V y la trae De Rossi en su colección Inscriptiones christianae urbis Roame, séptimo saeculo antiquiores.
Esta fórmula, contra lo que ha dicho algún autor, era empleada, no solo por padres que lloraban a sus hijos, sino por cualquier estado de personas, por los esposos, por los hijos, por los hermanos, por los parientes y aun por los amigos que con ella indicaban al pena que les causaba la ausencia de la persona amada, como lo prueban las varias inscripciones de este género que se hallan en los monumentos antiguos.
- El contenido de este artículo incorpora material del tomo 15 de la Enciclopedia Universal Ilustrada Europeo-Americana (Espasa), cuya publicación fue anterior a 1945, por lo que se encuentra en el dominio público.

- Datos: Q5785116